# Järvtjärnen, Lappland
Järvtjärnen är en sjö i Vilhelmina kommun i Lappland och ingår i Ångermanälvens huvudavrinningsområde. Sjön har en area på 0,0553 kvadratkilometer och ligger 448,9 meter över havet.

## Delavrinningsområde
Järvtjärnen ingår i det delavrinningsområde (719571-151309) som SMHI kallar för Utloppet av Hornsjön. Medelhöjden är 473 meter över havet och ytan är 36,3 kvadratkilometer. Det finns inga avrinningsområden uppströms utan avrinningsområdet är högsta punkten. Hornsjöbäcken som avvattnar avrinningsområdet har biflödesordning 2, vilket innebär att vattnet flödar genom totalt 2 vattendrag innan det når havet efter 304 kilometer. Avrinningsområdet består mestadels av skog (85 procent). Avrinningsområdet har 1,85 kvadratkilometer vattenytor vilket ger det en sjöprocent på 5,1 procent.